# Rashad Muhammed
Rashad Muhammed (Saint-Germain-en-Laye, 25 settembre 1993) è un calciatore francese, attaccante svincolato.

## Carriera

### Club
Dopo aver militato nei belgi del Namur, Muhammed è approdato in Norvegia per giocare nel Florø, in vista del campionato 2016, che la squadra avrebbe disputato in 2. divisjon.
Ha esordito con questa casacca il 9 aprile dello stesso anno, schierato titolare nel pareggio casalingo per 1-1 contro il Fyllingsdalen. Il 16 aprile ha trovato la prima rete, in occasione del successo per 3-6 sul campo dello Stord. Al termine di quella stessa stagione, il Florø ha centrato la promozione in 1. divisjon.
Muhammed ha pertanto giocato la prima partita in questa divisione il 2 aprile 2017, impiegato da titolare nel pareggio per 1-1 contro il Jerv. Il 18 giugno ha siglato il primo gol, nel 3-1 inflitto all'Ullensaker/Kisa.
Il 16 agosto 2017 è stato ingaggiato ufficialmente dal Sarpsborg 08, a cui si è legato con un contratto biennale: ha scelto di vestire la maglia numero 27. Non ha effettuato il proprio debutto in Eliteserien fino alla stagione seguente, quando in data 8 aprile 2018 ha sostituito Matti Lund Nielsen nel pareggio per 1-1 in casa dell'Haugesund. Il 18 aprile successivo ha trovato il primo gol, nella vittoria per 2-9 contro l'Østsiden, sfida valida per il primo turno del Norgesmesterskapet.
Il 12 luglio 2018 ha giocato la prima partita in Europa League, schierato titolare nel successo per 0-4 sull'ÍBV Vestmannæyja, in cui ha realizzato anche una rete.
Il 16 gennaio 2019, Muhammed è passato ai turchi dell'Erzurum BB.
Il 23 gennaio 2021 ha fatto ritorno al Sarpsborg 08, con cui ha firmato un contratto biennale.

## Statistiche

### Presenze e reti nei club
Statistiche aggiornate al 12 settembre 2023.
| Stagione            | Club                | Campionato          | Campionato | Campionato | Coppe nazionali | Coppe nazionali | Coppe nazionali | Coppe continentali | Coppe continentali | Coppe continentali | Supercoppe | Supercoppe | Supercoppe | Totale | Totale |
| Stagione            | Club                | Comp                | Pres       | Reti       | Comp            | Pres            | Reti            | Comp               | Pres               | Reti               | Comp       | Pres       | Reti       | Pres   | Reti   |
| ------------------- | ------------------- | ------------------- | ---------- | ---------- | --------------- | --------------- | --------------- | ------------------ | ------------------ | ------------------ | ---------- | ---------- | ---------- | ------ | ------ |
| 2014-2015           | Namur               | P                   | ?          | ?          | CB              | 2               | 1               | -                  | -                  | -                  | -          | -          | -          | 2+     | 1+     |
| 2016                | Florø               | 2D                  | 23         | 9          | CN              | 1               | 0               | -                  | -                  | -                  | -          | -          | -          | 24     | 9      |
| gen.-ago. 2017      | Florø               | 1D                  | 16         | 3          | CN              | 4               | 4               | -                  | -                  | -                  | -          | -          | -          | 20     | 7      |
| Totale Florø        | Totale Florø        | Totale Florø        | 39         | 12         |                 | 5               | 4               |                    | -                  | -                  |            | -          | -          | 44     | 16     |
| ago.-dic. 2017      | Sarpsborg 08        | ES                  | 0          | 0          | CN              | 0               | 0               | -                  | -                  | -                  | -          | -          | -          | 0      | 0      |
| 2018                | Sarpsborg 08        | ES                  | 13         | 0          | CN              | 3               | 1               | UEL                | 14                 | 2                  | -          | -          | -          | 29     | 3      |
| gen.-giu.2019       | Erzurumspor FK      | SL                  | 9          | 2          | CT              | -               | -               | -                  | -                  | -                  | -          | -          | -          | 9      | 2      |
| 2019-2020           | Erzurumspor FK      | 1L                  | 13         | 0          | CT              | 5               | 0               | -                  | -                  | -                  | -          | -          | -          | 18     | 0      |
| 2020-gen. 2021      | Erzurumspor FK      | SL                  | 13         | 1          | CT              | 2               | 1               | -                  | -                  | -                  | -          | -          | -          | 15     | 2      |
| Totale Erzurum BB   | Totale Erzurum BB   | Totale Erzurum BB   | 35         | 3          |                 | 7               | 1               |                    | -                  | -                  |            | -          | -          | 42     | 4      |
| 2021                | Sarpsborg 08        | ES                  | 11         | 1          | CN              | 1               | 0               | -                  | -                  | -                  | -          | -          | -          | 12     | 1      |
| gen.-giu. 2022      | Sarpsborg 08        | ES                  | 4          | 0          | CN              | 1               | 0               | -                  | -                  | -                  | -          | -          | -          | 5      | 0      |
| Totale Sarpsborg 08 | Totale Sarpsborg 08 | Totale Sarpsborg 08 | 28         | 1          |                 | 5               | 1               |                    | 14                 | 2                  |            | -          | -          | 46     | 4      |
| 2022-2023           | Keçiörengücü        | 1L                  | 28         | 10         | CT              | 1               | 0               | -                  | -                  | -                  | -          | -          | -          | 29     | 10     |
| 2023-2024           | Sakaryaspor         | 1L                  | 2          | 0          | CT              | 0               | 0               | -                  | -                  | -                  | -          | -          | -          | 2      | 0      |
| Totale              | Totale              | Totale              | 133+       | 26+        |                 | 18              | 6               |                    | 14                 | 2                  |            | -          | -          | 165+   | 34+    |